# Anton Rupert
Anthony Edward Rupert (Graaff-Reinet, 4 ottobre 1916 – Stellenbosch, 18 gennaio 2006) è stato un imprenditore sudafricano.
La carriera imprenditoriale di Rupert è durata oltre 60 anni. Già nel 1941 il suo nome compariva nella lista delle 500 famiglie più ricche del mondo, stilata da Forbes.

## Biografia
Nato a Graaff-Reinet, da giovane è costretto ad abbandonare gli studi di medicina per problemi finanziari, per poi guadagnare una borsa di studio presso la facoltà di chimica dell'Università degli Studi di Pretoria, dove si laurea. Nonostante gli studi, la sua prima attività è stata una lavanderia. Qualche tempo dopo insieme a due soci e con un piccolo investimento iniziale, avvia la produzione di sigarette nel suo garage, un ramo d'attività, quello del tabacco, successivamente incorporato nel conglomerato industriale del gruppo Rembrandt.
Rupert ha fondato la società del tabacco "Voorbrand" nel 1940, poi ribattezzata Rembrandt Ltd., i cui interessi oltremare nel tabacco si consolidarono in Rothmans nel 1972. Il gruppo Rembrandt, cresciuto col tempo, è stato diviso in Remgro (holding finanziaria di investimento, con interessi in campo minerario e industriale) e Richemont (con sede a Ginevra, dedicato agli investimenti nei prodotti di lusso). Durante il periodo dell'apartheid fu apertamente critico nei confronti del sistema.
Nel 1988 da Rembrandt scaturì il gruppo svizzero dei beni di lusso Richemont, che a sua volta ha acquisito quote di Rembrandt's Rothmans. Richemont possiede anche i marchi di Cartier (gioielleria); Alfred Dunhill e Sulka (progettista di abbigliamento); Seeger (borse); Piaget, Baume & Mercier e Vacheron Constantin (orologi svizzeri) e Montblanc (strumenti per la scrittura). Attualmente, il gruppo è costituito da diverse società con sedi in 35 paesi, che complessivamente realizzano un fatturato annuale di 10 miliardi di euro.
Nel 1995 Rembrandt e Richemont consolidarono i rispettivi interessi nel tabacco facendoli confluire in Rothmans International, il quarto più grande produttore al mondo di tabacco. Nel 1999, Rothmans International si fuse con British American Tobacco (BAT), la seconda produttore al mondo produttore di tabacco. Remgro tenne il 10% della fusione e Richemont terrà 18,6% delle BAT prima della definitiva separazione.

### Filantropia
Rupert è stato un filantropo, coinvolto nella tutela dell'ambiente e nel finanziamento delle belle arti; fin dal 1964 le fondazioni istituite dalla Rembrandt hanno utilizzato una parte dei profitti del gruppo per la promozione di istruzione, l'arte, la musica e la conservazione di edifici storici.
Rupert è stato un membro fondatore del WWF e ha ricoperto il ruolo di presidente della filiale sudafricana dell'organizzazione, con particolare attenzione alla creazione di parchi naturali sovranazionali.